# Speedgoat 50K
La Speedgoat 50K est un ultra-trail de 50 kilomètres organisé chaque année en Utah, aux États-Unis. Il se dispute fin juillet sur un parcours dont le départ se trouve à Snowbird, dans le comté de Salt Lake. La première édition a eu lieu en 2008. La septième comptait comme la troisième étape de la Skyrunner World Series Ultra 2014.

## Palmarès
| Édition | Date            | Hommes | Hommes                       | Hommes          | Femmes | Femmes                       | Femmes          |
| ------- | --------------- | ------ | ---------------------------- | --------------- | ------ | ---------------------------- | --------------- |
|         |                 | Rang   | Athlète                      | Temps           | Rang   | Athlète                      | Temps           |
| 1re     | 26 juillet 2008 | 1er    | Nate McDowell                | 5 h 43 min 42 s | 3e     | Anita Ortiz                  | 6 h 2 min 6 s   |
| 2e      | 18 juillet 2009 | 1er    | Erik Storheim                | 6 h 12 min 0 s  | 8e     | Mandy Elizabeth Hosford      | 7 h 6 min 0 s   |
| 3e      | 31 juillet 2010 | 1er    | Kevin Shilling               | 5 h 43 min 20 s | 5e     | Keri Nelson                  | 6 h 20 min 11 s |
| 4e      | 30 juillet 2011 | 1er    | Nicholas Clark               | 6 h 9 min 50 s  | 12e    | Bethany Lewis                | 6 h 44 min 30 s |
| 5e      | 28 juillet 2012 | 1er    | Kílian Jornet                | 5 h 14 min 0 s  | 18e    | Anna Frost                   | 6 h 26 min 23 s |
| 6e      | 27 juillet 2013 | 1er    | Sage Canaday                 | 5 h 8 min 7 s   | 19e    | Stephanie Howe               | 6 h 17 min 2 s  |
| 7e      | 19 juillet 2014 | 1er    | Sage Canaday — 2e victoire   | 5 h 12 min 30 s | 21e    | Anna Frost — 2e victoire     | 6 h 42 min 0 s  |
| 8e      | 25 juillet 2015 | 1er    | Sage Canaday — 3e victoire   | 5 h 13 min 2 s  | 9e     | Hillary Allen                | 6 h 37 min 35 s |
| 9e      | 9 juillet 2016  | 1er    | Hayden Hawks                 | 5 h 25 min 4 s  | 17e    | Abby Rideout                 | 6 h 50 min 41 s |
| 10e     | 29 juillet 2017 | 1er    | Jim Walmsley                 | 5 h 4 min 55 s  | 10e    | Anna Mae Flynn               | 6 h 18 min 4 s  |
| 11e     | 21 juillet 2018 | 1er    | David Sinclair               | 5 h 27 min 13 s | 11e    | Ruth Croft                   | 6 h 23 min 57 s |
| 12e     | 20 juillet 2019 | 1er    | Michelino Sunseri            | 5 h 14 min 36 s | 15e    | Anna Mae Flynn — 2e victoire | 6 h 30 min 16 s |
| 13e     | 25 juillet 2020 | 1er    | Noah Brautigam               | 5 h 29 min 2 s  | 6e     | Michelle Hummel              | 6 h 26 min 17 s |
| 14e     | 24 juillet 2021 | 1er    | Adam Peterman                | 5 h 4 min 31 s  | 11e    | Ashley Brasovan              | 6 h 23 min 14 s |
| 15e     | 23 juillet 2022 | 1er    | David Sinclair — 2e victoire | 5 h 9 min 13 s  | 12e    | Addie Bracy                  | 6 h 19 min 55 s |
| 16e     | 22 juillet 2023 | 1er    | Christian Allen              | 5 h 23 min 37 s | 9e     | Helen Mino Faukner           | 6 h 9 min 16 s  |
| 17e     | 20 juillet 2024 | 1er    | David Sinclair — 3e victoire | 4 h 57 min 35 s | 17e    | Jazmine Lowther              | 6 h 15 min 5 s  |
| 18e     | 26 juillet 2025 | 1er    | Ryan Becker                  | 5 h 17 min 26 s | 15e    | Jennifer Lichter             | 5 h 54 min 45 s |